# L'inspecteur Leclerc enquête
Pour les articles homonymes, voir Leclerc.
L'inspecteur Leclerc enquête (ou L'Inspecteur Leclerc) est une série télévisée française en 39 épisodes de 26 minutes, en noir et blanc, diffusée à partir du dimanche 21 janvier 1962 sur RTF Télévision.
Au Québec, la série a débuté plus tôt, dès le 14 octobre 1961 à la Télévision de Radio-Canada sous le titre Leclerc enquête, puis rediffusée sous le titre Inspecteur Leclerc.

## Synopsis
Les enquêtes de l'inspecteur Leclerc se déroulent dans des milieux très différents d'un épisode à l'autre et le jeune comédien Philippe Nicaud trouve un rôle à sa mesure qu'il interprète avec dynamisme, réalisme et humour.

## Fiche technique
- Titre : L'inspecteur Leclerc enquête
- Réalisation :
  - Marcel Bluwal (12 épisodes)
  - Yannick Andréi (5 épisodes)
  - Claude Barma (4 épisodes)
  - André Michel (2 épisodes)
  - Émile Roussel (2 épisodes)
  - Vicky Ivernel (2 épisodes)
  - Jean Laviron (2 épisodes)
  - Maurice Cazeneuve (2 épisodes)
  - Pierre Badel, Maurice Delbez, Serge Friedman, Georges Lacombe, Guy Lefranc, Mick Roussel, Robert Vernay
- Scénario :
  - Pierre Nivollet (9 épisodes)
  - Jean-Luc Terrex (5 épisodes)
  - René Wheeler (5 épisodes)
  - Rémy Grumbach (3 épisodes)
  - Jacques Celhay (2 épisodes)
  - André Versini (2 épisodes)
  - Jacques Dreux (2 épisodes)
  - Robert Thomas (2 épisodes)
  - Raymond Caillava, Jacques Duchateau, Yves Jamiaque, Jean Lullien, Christian Mottier
- Durée par épisode : 26 minutes
- Date de première diffusion :
  -  Canada : 14 octobre 1961
  -  France : 21 janvier 1962

## Distribution
- Philippe Nicaud : l'inspecteur Pierre Leclerc
- Paul Gay : l'inspecteur Galtier
- André Valmy : l'inspecteur Denys (33 épisodes)
- Robert Dalban : le divisionnaire Brunel (26 épisodes)

Invités
- Anne Doat : Lucie (4 épisodes)
- Teddy Bilis : chef de la DST (3 épisodes)
- Françoise Giret : Jacqueline (3 épisodes)
- Claude Nicot : Renard (2 épisodes)
- Marcel Pérès : l'accordéonniste (2 épisodes)
- Georges Bever : l'employé du greffe (2 épisodes)
- Jean Clarieux : le patron (2 épisodes)
- Mireille Darc : Georgette (2 épisodes)
- Perrette Pradier : Jacqueline (2 épisodes)
- Raymond Bussières : José L'Arpince (2 épisodes)
- Françoise Fabian : Mme Gauthier (1 épisode)
- Anouk Ferjac : Marthe (1 épisode)
- Dany Saval : Françoise (1 épisode)
- Jean Tissier : le directeur (1 épisode)
- Guy Tréjan : M. Gauthier (1 épisode)
- Marcel Bozzuffi : Silone (1 épisode)
- Jackie Sardou : la concierge (1 épisode)
- André Rousselet : l'assistant du laboratoire (1 épisode)
- Jean-Pierre Kalfon : Lupo (1 épisode)
- Jean-Pierre Marielle : Michel Duquesnoy (1 épisode)
- Henri Crémieux : M. Vincent (1 épisode)
- Dora Doll : Ginette (1 épisode)
- Jean Galland : Colonel Guyot (1 épisode)
- Claude Gensac : Caroline (1 épisode)
- Philippe Noiret : M. Mareuil (1 épisode)

## Épisodes
1962
1. Le Prix du silence, réal. Marcel Bluwal (21 janvier 1962)
2. Des Huîtres pour l'inspecteur, réal. Marcel Bluwal (28 janvier 1962)
3. Saut périlleux, réal. André Michel (4 février 1962)
4. Ma femme est folle, réal. Claude Barma (11 février 1962)
5. Les Blousons gris, réal. Marcel Bluwal (18 février 1962)
6. Vengeance, réal. Marcel Bluwal (25 février 1962)
7. L'Inconnu du téléphone, réal. Marcel Bluwal (4 mars 1962)
8. Le Retour d'Hélène, réal. Claude Barma (11 mars 1962)
9. La Trahision de Leclerc, réal. Marcel Bluwal (18 mars 1962)
10. Signé Santini, réal. Marcel Bluwal (25 mars 1962)
11. Les Jumelles, réal. Yannick Andréi (1er avril 1962)
12. L'Affaire Larive, réal. Marcel Bluwal (8 avril 1962)
13. L'Affaire des bons Enfants, réal. Marcel Bluwal (15 avril 1962)
14. Face à face, réal. Marcel Bluwal (22 avril 1962)
15. Les Gangsters, réal. Yannick Andréi (29 avril 1962)
16. La Mort d'un fantôme, réal. Claude Barma (6 mai 1962)
17. Black-out, réal. Vicky Ivernel (13 mai 1962)
18. Feu Monsieur Serley, réal. Jean Laviron (20 mai 1962)
19. Mortellement vôtre, réal. Mick Roussel (27 mai 1962)
20. Coup double, réal. Jean Laviron (3 juin 1962)
21. Preuves à l'appui, réal. Pierre Badel (10 juin 1962)
22. Le Taxi, réal. Vicky Ivernel (17 juin 1962)
23. Affaire de famille, réal. Georges Lacombe (24 juin 1962)
24. La Filière, réal. Maurice Delbez (1er juillet 1962)
25. Mort sans portefeuille, réal. Yannick Andréi (8 juillet 1962)
26. Haute Fidélité, réal. Guy Lefranc (15 juillet 1962)

1963
1. Knock-out, réal. Serge Friedman (7 mars 1963)
2. L'Agent double, réal. Maurice Cazeneuve (2 mai 1963)
3. Le Passé d'une femme, réal. Maurice Cazeneuve (10 mai 1963)
4. Les Revenants, réal. Maurice Delbez
5. La Vie sauve, réal. André Michel (1er juillet 1963)
6. La Chasse, réal. Mick Roussel (19 juillet 1963)
7. Voir Paris et mourir, réal. Yannick Andréi (30 juillet 1963)
8. Ultra-confidentiel ou l'Enveloppe au cachet de cire, réal. Marcel Bluwal (11 août 1963)
9. Obsession, réal. Yannick Andréi (4 septembre 1963)
10. L'Homme couleur de muraille, réal. Marcel Bluwal
11. La Menace, réal. Yannick Andréi (3 octobre 1963)
12. La Mariée, réal. Robert Vernay (25 novembre 1963)
13. Bonjour commissaire, réal. Claude Barma (5 décembre 1963)

## Autour de la série
La résolution d'une enquête policière se prête exactement à la réalisation d'épisodes indépendants qui est la caractéristique de la série télévisée, le seul point commun entre les épisodes étant les personnages principaux. L'inspecteur Leclerc, pour cette raison, a pu voir défiler un grand nombre de réalisateurs et de scénaristes au fil des épisodes.